# Heiko Michels

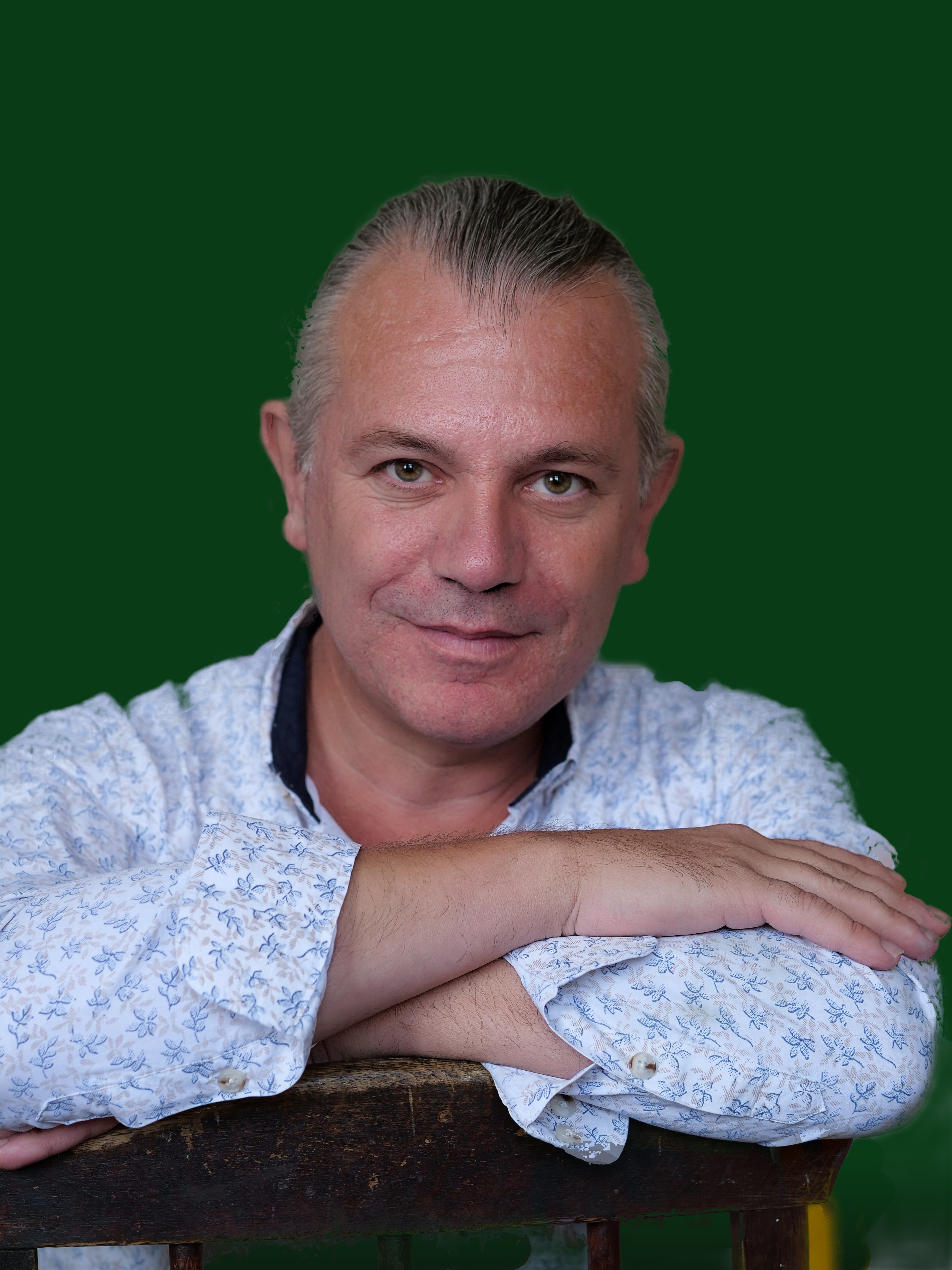
Heiko Michels © Foto: Fritz W. Huste

Heiko Michels (* 20. Juni 1977 in Kiel) ist ein deutscher Theaterregisseur. Er ist künstlerisch auch als Autor, Musiker und Performer tätig.

## Leben
Michels begann seine Regielaufbahn autodidaktisch in der autonomen Szene in Kiel. In Berlin studierte er Theaterwissenschaft bei Helmar Schramm und Erika Fischer-Lichte und erlangte den Magister-Grad. Seine Forschungsschwerpunkte waren Katharsis, Karneval und Tragödie.
Parallel zum Studium inszenierte er an außergewöhnlichen Orten in Berlin: Orestie (2002) im stillgelegten Stadtbad Oderberger Straße und Kino der Freiheit (2005) im Flutbunker unter der Arena Berlin waren Produktionen mit über 20 Schauspielern, die bei Publikum und Presse Aufmerksamkeit erregten.
Zusammen mit dem Dramaturgen Fabian Larsson gründete er das Label Limited blindness und entwickelte „Theater in extremen Wahrnehmungssituationen“. Sie realisieren mehrere Arbeiten in völliger Dunkelheit: Matrosenaufstand (2008 Kiel, Hamburg, Berlin) und Der Faden ist gerissen (Greiz 2015); die Arbeit KlimaX (2009) in der Muffathalle München simulierte bei realer Erhitzung des Theaters die Klimaerwärmung. Die Live-Hörsiel-Performance Funken der Liebe (Berlin 2021) zum Jubiläum des Hauses des Rundfunks entkoppelt im Clair-obscur des historischen Sendesaals akustische und visuelle Schauspielwahrnehmung. Die Hörspielfassung der Produktion wurde zum Hörspiel des Monats März 2022 nominiert und hatte seine Ursendung auf rbbKultur. Im Juni 2023 veranstaltete Limited Blindness mit Michels als künstlerischen Leiter die Rathaus-Spiele Oderberg, eine dreiwöchige Kunst-Aktion mit rund 50 Künstlern und Künstlerinnen, Aktivistinnen und Aktivisten, die den Stadtkern der Kleinstadt an der polnischen Grenze zum politischen Theater erklärte, unter viel medialer Aufmerksamkeit als soziale Plastik bespielte. Der begleitend unter seiner Co-Regie entstandene Film Wir spielen Rathaus! war 2024 zum Achtung Berlin Filmfestival ins Kino Babylon eingeladen.
Als Reaktion auf den Angriffskrieg gegen die Ukraine entwickelte Michels im November 2023 die Arbeit Zum Ewigen Frieden! im Theater im Delphi Berlin, die den „deutschen Pazifismus implodieren ließ“ (so Berliner Zeitung). 2025, im Zuge der deutsch-polnischen Wiedereinführungen von Grenzkontrollen, organisierte Michels auf der Oder beim Theater am Rand eine temporäre, von Peformern unter seiner Regie betriebene Fähre, schuf somit einen unangemeldeten Grenzübergang. Parallel entstand am Ufer das Ausstellungs- und Performanceareal Break on through to the ODER side, dass national und international in der Presse Resonanz fand.
Scripte von Limited Blindness entstehen als Collage historischer Texte diverser künstlerischer und nicht-künstlerischer Quellen und in eigener Feder. Dabei reagieren die Arbeiten in der Regel auf akute politische Ereignisse und ihre Widersprüche.
Als Autor schrieb er für sein Projekt Weinkörper and the opaque society diskursive Theatertexte: Die Reihe Ende der Nüchternheit (2013) spielte über zwei Jahre auf einer Nebenspielbühne des Thalia-Theaters Hamburg und im Heimathafen Neukölln in Berlin. Mit diesen Arbeiten bekam er gleichzeitig Stückaufträge aus der Wirtschaft.

2018 wurde Michels kultureller Berater und Autor im internationalen Programm Therme Art. Im September 2020 co-kuratierte Michels die dreitägige Talkserie zur Berlin Art Week From Breaking Bauhaus to Growing Gaia im Hof der König Galerie Berlin. Zum Berliner Gallery Weekend 2022 kuratiert Michels die performative Ausstellung I WANT in der Donnerstag Gallery.
Die von Michels als Dramaturg co-kreierte Produktion Ich bin _ Berliner spielt im April 2022 als Film-Theater-Hybrid auf dem Achtung Berlin Festival in der Brotfabrik (Berlin) und im Kino Babylon. 2024 produzierte er daraufhin gemeinsam mit Filmregisseur Pedro Deltell, Hollywoodschauspieler Richard Sammel und der Schauspielerin und Moderatorin Dörthe Eickelberg den Live-Spielfilm Schiffbruch mit Publikum für das CINEMARE Filmfestival Kiel, der zeitgleich improvisiert, gedreht, vertont und im Kino sowie im NDR-onlinestream lief.
Mit dem Musik-Performance-Projekt scorbüt war er im Deutschen Theater Berlin, der Volksbühne Berlin, dem Gorki-Theaters Berlin und europaweit auf Gastspielen zu sehen. Die Konzertperformance scorbüt Live im Thalia Theater Hamburg wurde 2-stündig live auf Deutschlandradio gesendet.
2014 war Michels Artist in Residence der polnischen Grenzstadt Stettin im Zentrum für zeitgenössische Kunst Trafostacja und entwickelte das Projekt Bloto Odry – Oderschlamm. Im F.I.E.F bei Avignon (Frankreich) oder im Theaterforum Kreuzberg arbeitet er regelmäßig im Auftrag des Deutsch-Französischen Jugendwerkes als Schauspieldozent über die Differenz zeitgenössischer deutscher und französischer Schauspielstilistik.

## Kritik
Michels’ Arbeiten sind anti-psychologisch. Es entstehen keine Figuren, in die man sich einfühlen kann, sondern es wird bewusst mit Effekt und auf Affekt inszeniert. Diese Arbeitsform wird, auch im Zusammenhang mit der Regietheater-Debatte, als Effekthascherei kritisiert.
Der Berliner Tagesspiegel debattierte, ob seine Inszenierung es gärt mit Weinausschank im Berliner Stadtteil Neukölln nicht im Zeichen der Gentrifizierung als „Lifestyle-Stuss“ begriffen werden müsse.